# Ngôn ngữ là phương ngữ kèm với lục quân và hải quân
"Ngôn ngữ là phương ngữ kèm với lục quân và hải quân" (A language is a dialect with an army and navy) là một câu dí dỏm về sự tùy ý của sự phân biệt giữa phương ngữ và ngôn ngữ. Nó chỉ ra sức ảnh hưởng mà tình trạng xã hội và chính trị có thể có lên trên nhìn nhận của cộng đồng về địa vị của ngôn ngữ hay phương ngữ nào đó. Châm ngôn bông đùa này là do nhà 'ngôn ngữ xã hội học' kiêm 'học giả' người Yiddish là Max Weinreich phổ biến nên, ông nghe được câu này từ một thính giả nào đó tại một trong những bài giảng của ông vào những năm 1940.

## Weinreich
Phát biểu này thường được cho là do Max Weinreich, một chuyên gia về ngôn ngữ học Yiddish, đặt ra. Ông diễn đạt bằng tiếng Yiddish như sau:
אַ שפּראַך איז אַ דיאַלעקט מיט אַן אַרמיי און פֿלאָט
a shprakh iz a dyalekt mit an armey un flot

Nguồn được xuất bản mà được biết đến sớm nhất đó là bài viết Der YIVO un di problemen fun undzer tsayt (דער ייִוואָ און די פּראָבלעמען פֿון אונדזער צײַט "The YIVO Faces the Post-War World", tức "YIVO và vấn đề của thời đại chúng ta, YIVO đối mặt với thế giới hậu chiến") của Weinreich, ban đầu được trình bày dưới dạng bài diễn thuyết vào ngày 5 tháng 1 năm 1945 tại hội nghị YIVO thường niên. Weinreich không đưa ra phiên bản ngôn ngữ nào khác ngoài bằng tiếng Yiddish.
Trong bài viết đấy, Weinreich trình bày phát biểu này là một lời nhận xét của một thính giả tại một loạt bài giảng được đưa ra khoảng từ ngày 13 tháng 12 năm 1943 đến ngày 12 tháng 6 năm 1944:
Một giáo viên ở trường cấp 3 Bronx một lần nọ có mặt trong số các thính giả. Hồi nhỏ ông đã đến nước Mỹ và suốt từ đó ông không hề hay biết rằng tiếng Yiddish có cả một lịch sử và cũng có thể đáp ứng được những chuyện lớn lao hơn. ... Một lần nọ sau một buổi giảng ông ấy lại gần tôi hỏi rằng "Phương ngữ và ngôn ngữ thì khác nhau ở chỗ nào?" Tôi ngỡ rằng tâm lý khinh thị lên giới maskil đã tác động vào ông ấy, rồi cố chỉ lối đúng đắn cho ông, nhưng ông ấy ngắt lời tôi: "Tôi biết cái đó rồi, nhưng tôi cho cậu định nghĩa hay hơn đây này. Ngôn ngữ là phương ngữ kèm với lục quân và hải quân". Chính từ lần đó tôi bảo đảm ghi nhớ rằng mình phải truyền tải cho được cái câu chuyện phi thường này – về khốn cảnh xã hội của tiếng Yiddish – cho quảng đại quần chúng.

Trong bài giảng của mình, ông thảo luận không chỉ về ngôn ngữ học, mà còn bao quát hơn, về các ý niệm của "yidishkeyt " (ייִדישקייט – tức Tính Do Thái).
Nhà xã hội học kiêm học giả tiếng Yiddish Joshua Fishman thì cho rằng ông có thể chính là người thính giả đấy tại buổi giảng của Weinreich. Tuy nhiên, Fishman nghĩ rằng cuộc trao đổi đấy xảy ra tại một hội nghị năm 1967, muộn hơn hai mươi năm so với bài giảng của YIVO (1945) và không hề khớp với mô tả của Weinreich ở trên tí nào.

## Những đề cập khác
Một số học giả tin rằng Antoine Meillet có nói trước đó rằng 'ngôn ngữ là phương ngữ kèm với quân đội' rồi, nhưng không có tài liệu đương đại nào về điều này.
Jean Laponce có nêu vào năm 2004 rằng câu này đã được "la petite histoire" cho là do Hubert Lyautey (1854–1934) đặt ra tại một cuộc họp của Viện hàn lâm Pháp; Laponce gọi câu châm ngôn đấy là" la loi de Lyautey "('Định luật Lyautey').
Randolph Quirk có chỉnh lại định nghĩa đấy thành "Ngôn ngữ là phương ngữ kèm với quân đội và lá cờ" (A language is a dialect with an army and a flag).